# Paul Ollendorff
Pour les articles homonymes, voir Ollendorff.
Paul Ollendorff, né le 24 février 1851 à Paris et mort le 15 décembre 1920 à Choisy-au-Bac, est un éditeur et un libraire français. Il a créé une maison d'édition, très active à la fin du XIXe siècle.

## Biographie
Paul Ollendorff est le deuxième fils d’Heinrich Gottfried Ollendorff, émigré juif de Pologne, et auteur d'un ouvrage pédagogique à succès intitulé Nouvelle Méthode pour apprendre à parler, écrire une langue en six mois. Paul, son frère Gustave, sa sœur Mina et leur mère Dorothéa Ollendorff-Pincus vivront dans un premier temps des revenus éditoriaux du père, vendant les méthodes rue de Richelieu : c'est au 28 bis de cette rue qu'en 1875 le jeune Ollendorff ouvre sa propre librairie, avec comme fonds de départ des pièces de théâtre.
Il accueille Georges Ohnet, qui vient d'être refusé par Calmann Lévy : Le Maître de forges (1882) sera le premier grand succès d'Ollendorff, qui est désormais un éditeur en vue. Bientôt, Guy de Maupassant lui confie près d'une dizaine de textes, dont Le Horla (1887), mais aussi Octave Mirbeau, qui lui donne ses deux premiers romans, Alphonse Allais, qui lui confie ses cinq premiers livres, Paul Adam, Jean Lorrain, Paul Féval fils, Abel Hermant, Willy, Jules Renard, Fernand Vandérem… soit plus de 2 000 titres présents au catalogue en 1896. Certains ouvrages font appel à des illustrateurs très marqués par le style art nouveau.
En 1898, fort de son succès, Paul crée avec quelques associés la Société d'éditions littéraires et artistiques, en complément de La Librairie Ollendorff, avec un capital annoncé de 1 millions de francs. On trouve au conseil d'administration les noms d'Auguste Pellerin, Bernard-Martin Chan, Isidore Mendel (administrateur principal), et Alfred Humblot (gérant). Pierre Valdagne est nommé conseiller éditorial et quittera la maison en 1907. Les locaux se situent désormais au 50, rue de la Chaussée-d'Antin. Colette ou André Theuriet se laissent séduire par cette nouvelle maison. Quant à Paul Ollendorff, il possède 5 % des parts et près de 600 000 francs de revenus sur sa maison. 
En 1899, il entreprend l'édition illustrée des Œuvres complètes de Maupassant dont il confie toute la gravure sur bois à Georges Lemoine.
Alors qu’en mai 1902, Ollendorff annonçait la publication d'une nouvelle collection reliée à 3,50 francs en la présentant comme une nouvelle forme d'édition, sa gamme de « romans populaires illustrés » (par Géo Dupuis, José Roy, etc.) ne prend pas, sans doute concurrencée par des ouvrages bien plus alléchants. La Librairie Ollendorff semble péricliter à partir de 1904. Déçu, il est plus ou moins écarté par ses associés et rachète ensuite avec ses parts le journal Gil Blas avec Antonin Périvier (première publication sous sa direction le 10 janvier 1903), qu'il abandonne en 1911. En 1903, il lance Drames vécus ! Plus de fictions : la réalité, un périodique de récits illustrés dirigé par Félix Le Héno (Jacques Dhur).
Après 1903, « Paul Ollendorff, éditeur » continue son activité. La maison décroche le prix Goncourt de 1905 avec Les Civilisés de Claude Farrère, un véritable best-seller, puis lance plusieurs nouvelles collections à bas prix. 
Début 1913, Alfred Humblot, directeur des éditions, refuse le manuscrit, pourtant recommandé par Louis de Robert, des premiers tomes d'À la recherche du temps perdu en écrivant à ce sujet à Marcel Proust que : « Je suis peut-être bouché à l’émeri, mais je ne puis comprendre qu’un monsieur puisse employer trente pages à décrire comment il se tourne et se retourne dans son lit avant de trouver le sommeil ».
Quand Paul Ollendorff meurt en 1920, laissant un patrimoine immobilier important, la maison qu'il avait créée, désormais dirigée par André Delpeuch, est quelque peu endormie. Elle perd en 1923 ses droits d'exploitation de l'œuvre de Guy de Maupassant détenus par Jean Ossola. Les éditions Albin Michel récupèrent une partie du fonds en 1924 (« Fonds Ollendorff »). La Société d'éditions littéraires et artistiques dépose le bilan en janvier 1940.

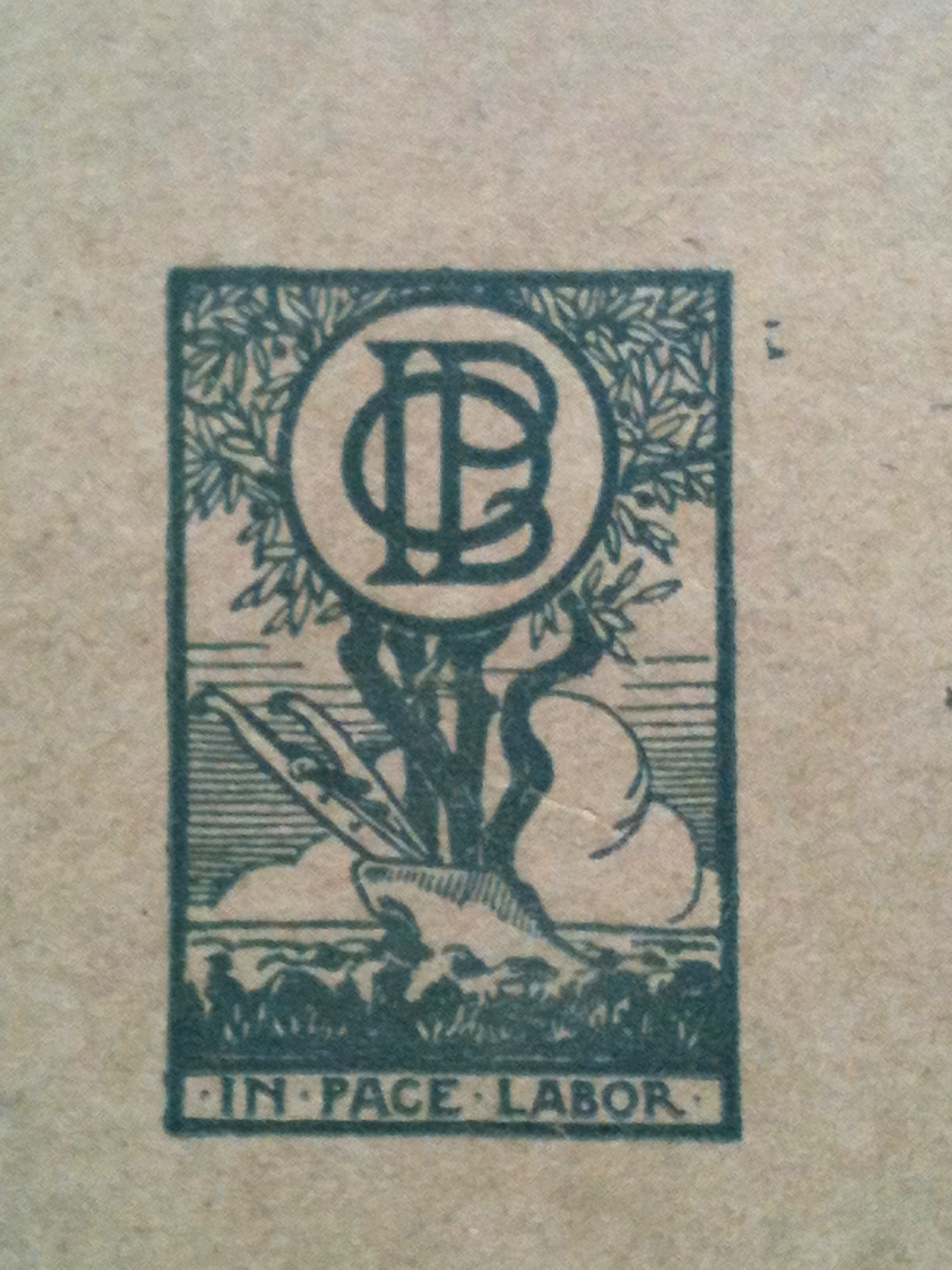
Marque des éditions, vers 1910.
- Le Droit des blessés : l'affaire du Zouave Deschamps devant le Conseil de Guerre de Tours (Paul Meunier), Librairie Paul Ollendorff, 1916.

### Décoration
En octobre 1889, à la demande de son frère Gustave, Paul Ollendorff se voit décerner le titre de chevalier de la Légion d'honneur.

### Famille
Il est le grand-père maternel de Gilbert Grandval, résistant et ministre du Travail sous la présidence de Charles de Gaulle.